# 한스팔렌틴 후베
한스팔렌틴 후베(Hans-Valentin Hube, 1890년 10월 29일 ~ 1944년 4월 21일)는 독일의 장군으로, 제1차 세계 대전과 제2차 세계 대전 동안 독일 육군 (Deutsches Heer)에서 근무하였다. 1944년 4월, 비행기 사고로 사망하였으며, 제2차 세계 대전 중 휘하 부대에 의해 "Mensch" ("The Man") 라는 별명이 붙었다.

## 생애
후베는 1890년, 잘레강(Saale) 연안의 도시 나움부르크에서 태어났다. 1909년, 독일제국 육군에 입대하였고, 사관후보생으로 작센주 마그데부르크에 주둔한 제26 보병 연대에 배속되어, 1910년에 소위로 임관하였다.
제1차 세계 대전에서는 제26 보병 연대 소대장 중 한 사람으로 참전해, 머지 않아 연대 부관으로 승진하였다. 1914년 9월, 후베는 왼팔을 잃는 중상을 입었으나, 일 년 후 같은 연대의 제7 중대장으로서 전선에 복귀하였다. 1918년, 제7 사단의 사령부 요원이 되었으나, 그 해 4월, 영국군의 공격에 대한 방어 지휘를 하고 있을 때 독가스를 들이마시는 바람에 병원에서 종전을 맞았다.
제1차 세계 대전 후, 베르사유 조약으로 병력이 10만명으로 제한된 바이마르 공화국 육군 (Reichsheer) 에 남아 중대장으로 근무했으나, 1925년 드레스덴 군사 학교로 자리를 옮겨 보병학과 전략학을 가르쳤다. 1931년 소령, 1934년 중령으로 승진해 1935년, 드레스덴 보병 양성 학교의 교장에 올랐다. 다음 해에는 대령으로 승진해 1939년, 제3 보병 연대장에 임명되었다.
1939년 폴란드 침공 당시, 후베는 제3 보병 연대의 연대장으로 참전해, 그 해 6월 소장으로 승진하고 제16 보병 사단장이 되었다. 이 해 8월, 제16 보병 사단은 자동화도니 보병 사단과 기갑 사단에 분할되었으나, 후베는 제16 기갑 사단을 지휘하게 되었다.

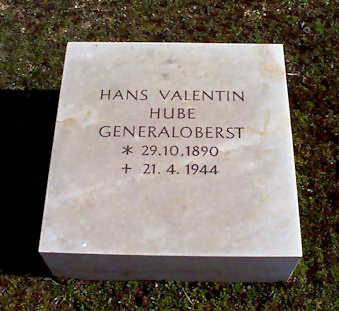
베를린 군인 묘지에 있는 후베의 무덤.

1941년 바르바로사 작전 때에는 게르트 폰 룬트슈테트가 이끄는 남부군 집단 (Heeresgruppe Süd) 휘하에서 싸웠으며, 다음 해 청색 작전 (Fall Blau) 에 참여해 스탈린그라드 점령을 목표로 하였다. 같은 해 9월, 중장으로 승진함과 동시에 휘하 사단이 속한 군단의 제14 사단 기갑군단장이 되었으나, 휘하 부대는 스탈린그라드 전투에서 소련군에게 포위되어 항복하고, 후베는 아돌프 히틀러에게 포위 돌파 동의를 얻기 위해 도주하였다.
그 해 장군으로 승진했으며, 다음에는 시칠리아에서 미국을 상대로 방어전을 지휘하였다. 1941년 10월, 다시 동부 전선으로 돌아가 제1 기갑군 사령관이 되었으며, 1944년 4월, 시칠리아, 살레르노, 코르순-솁첸콥스키 공세 (Korsun–Shevchenkovsky Offensive) 에서의 공적으로 오버잘츠부르크 (Obersalzberg)에서 백엽 검 다이아몬드 기사 철십자 훈장 (Ritterkreuz des Eisernen Kreuzes) 을 받고, 상급 대장으로 승진하였다. 그러나 4월 21일, 공항에서 이륙 후 추락 사고를 당해 사망하였다.